# Black Light Attack!
"Black Light Attack!" é o décimo episódio da quarta temporada da série de televisão de comédia de situação norte-americana 30 Rock, e o 68.° da série em geral. Teve o seu enredo escrito pelo co-produtor Steve Hely, enquanto a realização ficou sob responsabilidade do produtor Don Scardino. A sua transmissão nos Estados Unidos ocorreu através da National Broadcasting Company (NBC) na noite de 14 de Janeiro de 2010, após a emissão de "Klaus and Greta," que foi também transmitido naquela noite meia-hora antes. Os atores convidados para o episódio foram Cheyenne Jackson, Sue Galloway, e Taylor Gildersleeve. O Dr. Sanjay Gupta também fez uma breve participação desempenhando uma versão fictícia de si mesmo.
No episódio, Liz Lemon (interpretada por Tina Fey) aprofunda o seu relacionamento amoroso com Jack "Danny" Baker (Jackson), o novo integrante do elenco do The Girlie Show with Tracy Jordan (TGS), programa no qual ela é a argumentista principal. Por sua vez, o executivo Jack Donaghy (Alec Baldwin) fica com ciúmes do namoro dos dois e planeia separá-los. Enquanto isso, a estrela de cinema Tracy Jordan (Tracy Morgan) alista a guionista Sue Laroche-Van der Hout (Galloway) para sua comitiva. Ao mesmo tempo, Jenna Maroney (Jane Krakowski) faz audições para um papel no seriado Gossip Girl, mas fica em choque ao tomar conhecimento sobre o papel.
Em geral, "Black Light Attack!" deixou os críticos especialistas em televisão do horário nobre com impressões divergentes, principalmente no que tange à enquadração da personagem de Jackson na série. Por um lado, alguns analistas sentiram que 30 Rock parecia não saber como aproveitar a sua personagem mas, por outro, houve alguns críticos que viram este como o melhor uso da personagem. Outros analistas de televisão acharam que "Black Light Attack!" ficou aquém das espectativas, especialmente por ter sido transmitido imediatamente após "Klaus and Greta," que foi recebido com aclamação. Não obstante, Krakowski recebeu a sua segunda nomeação consecutiva a um prémio Emmy do horário nobre pela sua performance no episódio.
De acordo com as estatísticas publicadas pelo serviço de registo de audiências Nielsen Ratings, o episódio foi assistido em 5,014 milhões de domicílios norte-americanos durante a sua transmissão original, e foi-lhe atribuída a classificação de 2,3 e seis de share por entre os telespectadores do perfil demográfico dos adultos entre os dezoito aos 49 anos de idade.

## Produção
"Black Light Attack!" é o décimo episódio da quarta temporada de 30 Rock. Foi o único da série a ter o seu argumento escrito por Steve Hely, que até então apenas assumia o título de co-produtor, e o 23.° a ser realizado pelo produtor Don Scardino, assim como o quarto da temporada. As filmagens para este episódio decorreram a 9 e 13 de Novembro de 2009, nos Estúdios Silvercup no bairro de Queens, Cidade de Nova Iorque. O cenário usado para a cena na qual Jenna interpreta a mãe moribunda em Gossip Girl era o mesmo usado para a residência Waldorf nesse mesmo seriado. Gossip Girl e 30 Rock eram filmados lado a lado nos Estúdios Silvercup. Foi revelado em Setembro de 2008 que as atrizes Blake Lively e Leighton Meester, ambas integrantes do elenco de Gossip Girl, haviam sido escolhidas para participarem de 30 Rock, no episódio "Reunion." Porém, tal não se concretizou.

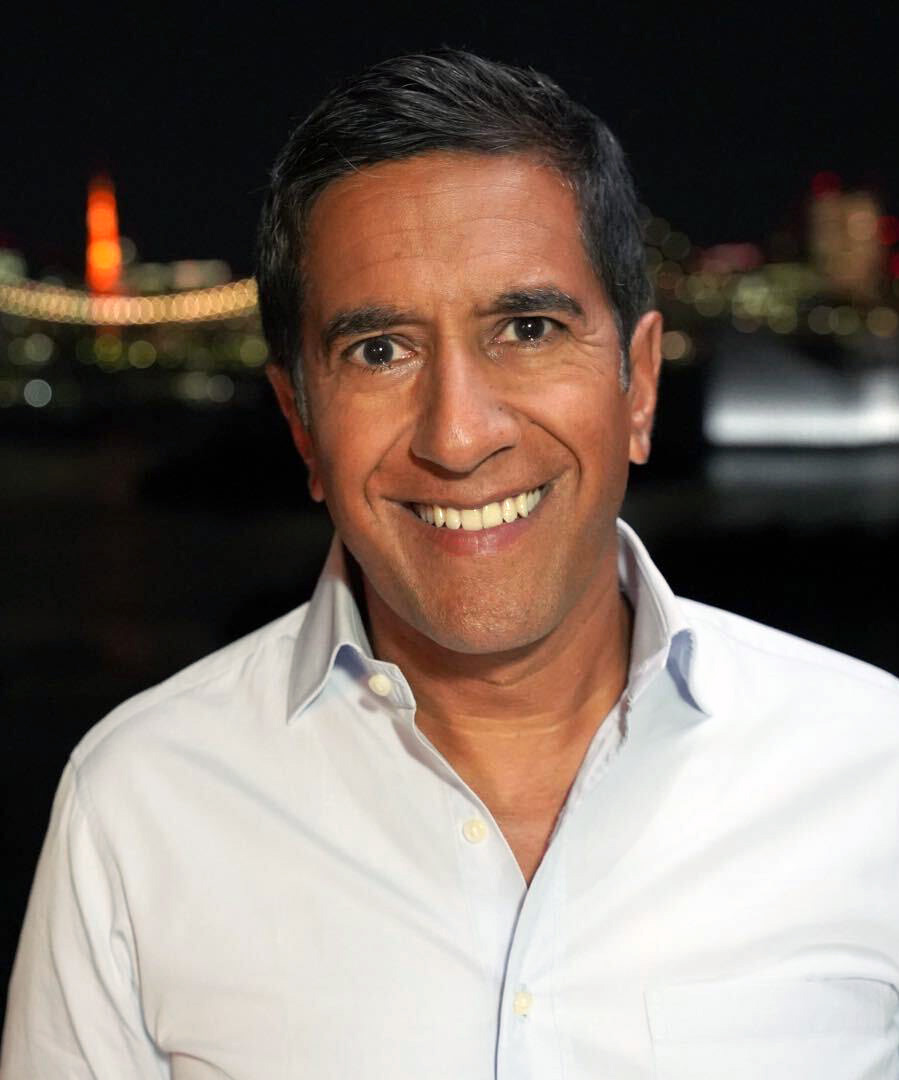
O Dr. Sanjay Gupta fez uma participação em "Black Light Attack!."

O neurocirurgião norte-americano Sanjay Gupta fez uma participação especial como ele mesmo em "Black Light Attack!," na cena na qual Liz está em casa e assiste ao médico na Cable News Network (CNN) enquanto ele argumenta sobre o aumento da libido feminina antes da menopausa, conhecido como "Dirty 30s." Para o actor Cheyenne Jackson, este episódio foi a sua terceira aparição, após "The Problem Solvers" e "Secret Santa," como Danny Baker em 30 Rock, o novo integrante do elenco do TGS. Tina Fey — criadora, co-showrunner, produtora executiva, argumentista-chefe e atriz principal em 30 Rock, viu Jackson em Xanadu e Damn Yankees, musicais da Broadway, este último estrelado por Jane Krakowski. De acordo com o explicado pelo ator em uma entrevista em Novembro de 2009, Fey marcou uma reunião para consigo para propor-lhe um papel no programa. Mais tarde, em uma entrevista ao jornal Los Angeles Times, foi revelado que foi Krakowski, com quem Jackson co-estrelou em Damn Yankees, foi quem chamou a atenção aos produtores de 30 Rock acerca do actor. Em "Black Light Attack!," enquanto assistem ao jogo de basquetebol dos New York Knicks, Danny revela detalhes a Jack sobre a mulher com quem está se envolvendo romanticamente, descrevendo como "ela nunca tira os sapatos," um traço da vida real de Fey.
O actor e comediante Judah Friedlander, intérprete da personagem Frank Rossitano em 30 Rock, é conhecido pelos seus bonés de camioneiro de marca registada que usa dentro e fora da personagem Frank. Os chapéus normalmente apresentam palavras ou frases curtas estampadas neles. Friedlander afirmou que ele próprio é quem faz os acessórios. Revelou também que "alguns deles são brincadeiras íntimas, e alguns são simplesmente piadas." A ideia veio do persona de Friedlander nas suas apresentações de comédia stand up, nas quais os objectos de adorno estão todos estampados com a escrita "campeão mundial" em línguas e aparências diferentes. Em "Black Light Attack!," Frank usa bonés que leem "Soccer", "Karate Hockey" e "In Training."
Este foi mais um dos episódios de 30 Rock a fazer menção à imortalidade do estagiário Kenneth Parcell (Jack McBrayer), uma piada iniciada na primeira temporada com o episódio "The Baby Show," no qual um panfleto na secretária do Dr. Leo Spaceman com as palavras "Nunca Morre" está estampado com foto do estagiário no pano de fundo. Isto foi sendo demonstrado ao longo da série pela idade questionável de Kenneth, detalhes inconclusíveis sobre a sua vida pessoal, possível calvície, e conhecimento enciclopédico sobre a história da televisão norte-americana que, segundo Madeline Raynor do portal nova-iorquino Vulture, "faz você ponderar se ele não vivenciou em pessoa." Em "Black Light Attack!," Frank tem dois aplicativos de telemóvel, um que produz um som agudo que apenas pessoas mais jovens podem ouvir, outro que produz um som baixo que apenas pessoas com mais de quarenta anos podem ouvir. Kenneth, ao ouvir este segundo som, exclama com desespero em voz alta "o que está a acontecer com os meus ouvidos?" Uma cena do episódio final de 30 Rock eventualmente confirmou a imortalidade da personagem.

## Enredo
Na festa depois da transmissão semanal do TGS, na qual são usadas luzes negras que revelam o invisível ao olho nu sob iluminação normal, Danny Baker (Cheyenne Jackson) expõe ao seu chefe Jack Donaghy (Alec Baldwin) que se está a envolver romanticamente com uma das suas colegas do escritório, mas não revela o nome da mulher. Enquanto assistem presencialmente a um jogo do New York Knicks, Jack pergunta mais sobre essa mulher e, com base na descrição dada por Danny sobre como ela nunca deixou um homem ver os seus pés, Jack fiz descontente ao deduzir que a mulher é Liz Lemon (Tina Fey). Jack decide confrontar Liz acerca da sua descoberta, aconselhando-a a terminar o relacionamento. Inicialmente, ela tenta terminar com Danny, mas quando o vê vestido fantasiado do agente policial Jonathan Andrew Baker, personagem interpretada por Larry Wilcox no seriado CHiPs, para um dos segmentos do TGS, ela muda de ideias. Como consequência, Jack volta a ordenar que ela termine o relacionamento de imediato, mas Liz se recusa, acreditando que Jack está com ciúmes. Sabendo que Liz não vai terminar com Danny, Jack diz a ele que sabe sobre o relacionamento dos dois, e mente para Danny dizendo que está apaixonado por Liz, na esperança de Danny terminar o envolvimento com Liz, o que ele faz.
Enquanto isso, Jenna Maroney (Jane Krakowski) faz uma audição para um papel que acredita ser para uma caloura da faculdade em Gossip Girl. No entanto, já na audição, ela descobre que, na verdade, tinha sido agendada para uma audição para o papel da mãe da caloura da faculdade e entra em pânico, vendo isso como um sinal do desvanecimento da sua juventude. Então, na tentativa de recuperar a sua juventude, começa a agir como uma rapariga mais jovem, incitando a equipa de argumentistas do TGS a lhe ridicularizarem. Liz pede que Jenna seja sincera sobre a sua idade real para a equipa do TGS, chegando a prometer revelar o seu bigode (ao qual apelida de Tom Selleck) caso Jenna concordar com o seu conselho. Mais tarde, Liz cumpre com a sua promessa, e Jenna agradece e aceita o papel em Gossip Girl.
Ao mesmo tempo, Tracy Jordan (Tracy Morgan) decide adicionar a guionista franco-holandesa Sue Laroche-Van der Hout (Sue Galloway) como o membro feminino da sua comitiva, como uma experiência de aprendizado para quando tornar-se pai de uma filha pela primeira vez. Com o passar do tempo, ele torna-se superprotetor em relação a Sue, levando ela a se rebelar contra Tracy. Mais tarde, depois de Sue retornar embriagada de uma noite de festa, Tracy explica que apenas desejava ser uma figura paterna para ela e prepara-se para libertá-la ao mundo real. Nesse momento, Liz entra no camarim de Tracy para levar Sue de volta ao escritório dos argumentistas. No final, Tracy se questiona se conseguirá passar por uma experiência assim quando finalmente tiver uma filha, e Kenneth Parcell (Jack McBrayer) assegura-lhe que sim.

### Análises da crítica

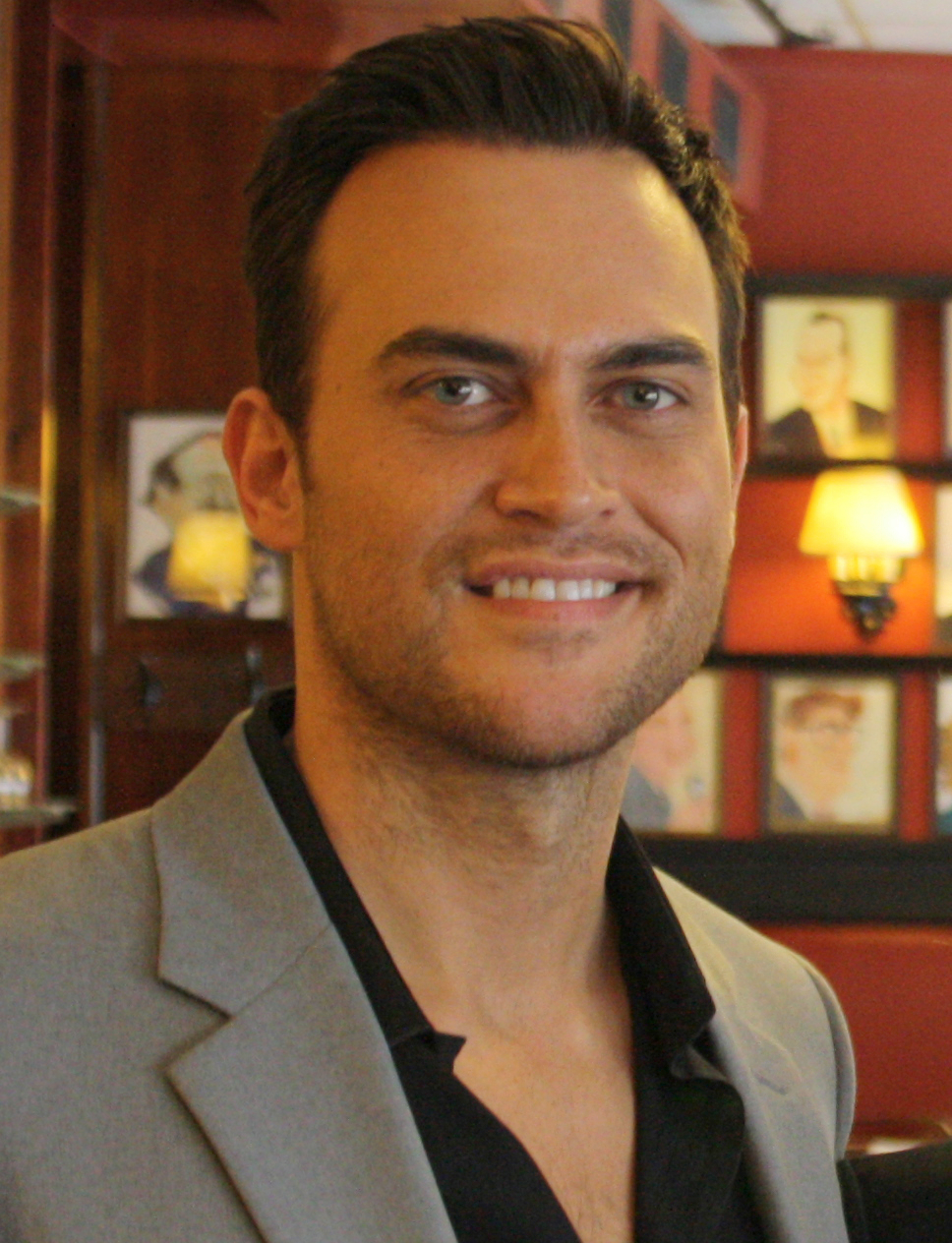
"Black Light Attack!" reuniu opiniões divergentes acerca da enquadração de Cheyenne Jackson em 30 Rock.